# Marius Schneider
Marius Karl Alfons Schneider (ur. 1 lipca 1903 w Haguenau, zm. 10 lipca 1982 w Marquartstein) – niemiecki muzykolog.

## Życiorys
Studiował filologię i muzykologię w Strasburgu i Paryżu, uczył się też gry na fortepianie u Alfreda Cortota. W 1930 roku na Uniwersytecie Berlińskim obronił napisaną pod kierunkiem Johannesa Wolfa dysertację doktorską Die Ars nova des XIV. Jahrhunderts in Frankreich und Italien. W latach 1932–1934 był zastępcą Ericha Moritza von Hornbostla w Phonogramm-Archiv w Berlinie, następnie od 1934 do 1945 roku był jego dyrektorem. W 1937 roku władze nazistowskie uniemożliwiły mu zrobienie habilitacji. Podczas II wojny światowej uczestniczył w kampanii afrykańskiej, po czym został w 1944 roku oddelegowany do zorganizowania Instituto Español de Musicologia w Barcelonie. W latach 1947–1955 był wykładowcą Uniwersytetu Barcelońskiego. W 1955 roku ostatecznie habilitował się na Uniwersytecie Kolońskim, następnie do 1968 roku był wykładowcą tej uczelni. W latach 1968–1970 wykładał na Uniwersytecie Amsterdamskim.
Zajmował się pionierskimi badaniami nad historią struktur muzycznych oraz ich kontekstem psychologicznym, społecznym i religijnym, podkreślał znaczenie i funkcję muzyki pierwotnej w kontekście magii, religii i filozofii. Uważał, że wielogłosowość instrumentalna rozwinęła się z pierwotnej wielogłosowości wokalnej. 

## Wybrane prace
(na podstawie materiałów źródłowych)
- Geschichte der Mehrstimmigkeit. Historische und phänomenologische Studien, cz. 1 Die Naturvölker, cz. 2. Die Anfänge in Europa (Berlin 1934–1935)
- El origen musical de los animales-simbolos en la mitologia y la escultura antiguas. Ensayo histórico-etnográfico sobre la subestructura totemística y megalítica de las altas culturas y su supervivencia en el folklore español (Barcelona 1946)
- La danza de espadas y la tarantela. Ensayo musicológico, etnográfico y arqueológico sobre los ritos medicinales (Barcelona 1948)
- Singende Steine. Rhythmus-Studien an 3 katalanischen Kreuzgängen romanischen Stils (Kassel 1955)
- Die Natur des Lobgesangs (Bazylea 1964)